# Erythronychia princeps
Erythronychia princeps är en tvåvingeart som först beskrevs av Charles Howard Curran 1927.  Erythronychia princeps ingår i släktet Erythronychia och familjen parasitflugor. Inga underarter finns listade i Catalogue of Life.